# Alfabet kawi
L'alfabet kawi, o Aksara Kawi (del sànscrit kavi, "poeta") és el nom que rep el sistema d'escriptura originari de Java i que s'utilitza en gran part de l'arxipèlag malai, al sud-est asiàtic, des del segle viii fins al voltant del 1500. Deriva directament de l'escriptura pal·lava que van portar els comerciants de l'antic regne Tàmil de la dinastia Pal·lava, del sud de l'Índia. S'utilitzava principalment per escriure sànscrit i javanès antic. L'alfabet kawi és l'avantpassat dels alfabets indonesis tradicionals, com ara el javanès i balinès, així com les escriptures filipines tradicionals com el baybayin.